# الکساندر ویت

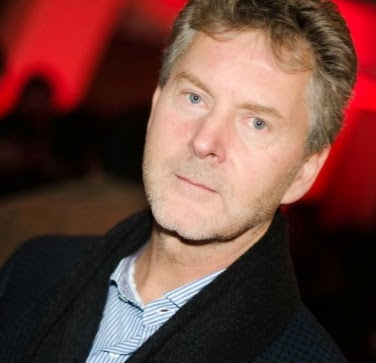
تصویری از الکساندر ویت

الکساندر ویت (به انگلیسی: Alexander Witt) کارگردان شیلیاییتبار سینمای هالیوود است. از کارهی معروف او می‌توان به کارگردانی فیلم سینمایی رزیدنت ایول: موعود و کار به عنوان مدیر دوم تولید فیلم کازینو رویال اشاره کرد.